# Labiatae

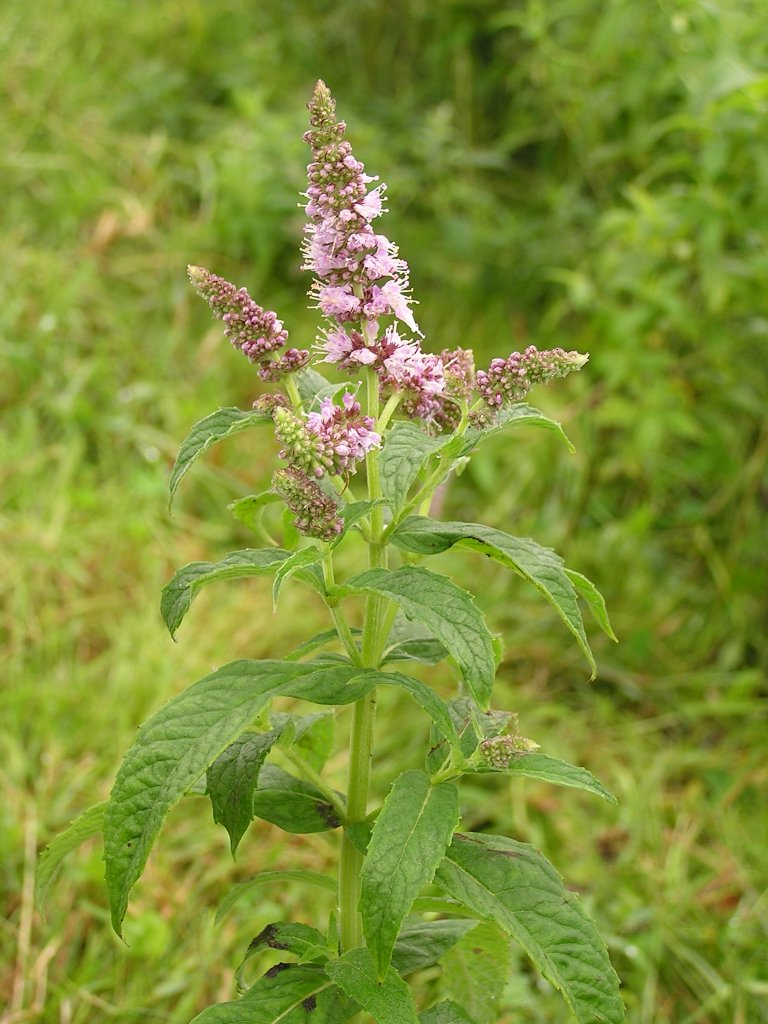
Mentha

Labiatae é a nomenclatura antiga, atualmente é conhecida como Lamiaceae.
"Labiadas"/"Labiatae" vem de lábios, devido à conformação e o formato gerais das pétalas; "Lamiaceae" vem de Lamium, o género holotípico.
Na classificação taxonômica de Jussieu (1789), é o nome de uma ordem botânica da classe Dicotyledones, Monoclinae (flores hermafroditas ), Monopetalae ( uma pétala), com  corola hipogínica (quando a corola se insere abaixo do nível do ovário).
Apresenta os seguintes gêneros:
- Lycopus, Amethystea, Cunila, Ziziphora, Monarda, Rosmarinus, Salvia, Colinsonia, Bugula, Teucrium, Satureia, Nepeta, Lavandula, Mentha, Lamium, Galeopsis, Betonica, Stachys, Ballota,  Marribium, Leonurus, Phlomis, Molucella, Origanum, Clinopodium, Thymus, Dracocephalum, Horminum, Mellitis, Germanea, Ocimum, Trichostema, Brunella Scutellaria, e outros.